# Norrbomia sarcophaga
Norrbomia sarcophaga är en tvåvingeart som beskrevs av Papp 1988. Norrbomia sarcophaga ingår i släktet Norrbomia och familjen hoppflugor. Inga underarter finns listade i Catalogue of Life.